# Philippe Le Mercier
Pour les articles homonymes, voir Lemercier.
Philippe Le Mercier, ou Philippe Lemercier, est un comédien, dramaturge et metteur en scène français, né à Paris en 28 mars 1956, ville où il est mort le 21 avril 2011. Ses obsèques ont eu lieu cinq jours plus tard au cimetière du Père-Lachaise.

## Théâtre

### Comédien
- 1978-1980 : « Les Miroirs d'Ostende » de Paul Willems, mise en scène de Henri Ronse, Théâtre du Jardin botanique de Bruxelles, Théâtre Oblique (Paris), Festival d'Anjou[3].
- 1981 : « À Memphis, il y a un homme d’une force prodigieuse » de Jean Audureau, mise en scène de Henri Ronse, Théâtre national de l'Odéon[4].
- 1982 : « Joyeuses Pâques » de Jean Poiret, mise en scène de Pierre Mondy, Théâtre Édouard VII.
- 1983 : « l’Archipel sans Nom » de Jean Tardieu, mise en scène de Gilles Guillot, Carré Silvia-Monfort, et en tournée.
- 1985 : « Les Fausses Confidences » de Marivaux, mise en scène de Roland Monod, Les Tréteaux de France de Jean Danet, Rencontres d'été de la Chartreuse Villeneuve-les-Avignon, Festival d'automne Saint-Cloud.
- 1990 : « L’Éventail » de Carlo Goldoni, mise en scène de Gilles Guillot, Théâtre Paris Plaine, et en tournée.
- 1996 : « Fin d’été à Baccarat » de Philippe Minyana, mise en scène de Gilles Guillot, au Théâtre 14 Jean-Marie Serreau, Paris[5].
- 1999 : « Barouf à Chioggia » de Carlo Goldoni, mise en scène de Marjorie Nakache, Studio Théâtre de Stains.
- 2003 : « Comment ça va sur la terre ? » de Jean Tardieu, mise en scène de Gilles Guillot et Isa Mercure, Théâtre Molière/Maison de la Poésie.
- 2003 : « L'Archipel sans nom » de Jean Tardieu au Théâtre du Rond-Point, mise en scène de Gilles Guillot.
- 2003-2009 : « Question de rythme » de Philippe Le Mercier, mise en scène Xavier Czapla, Théâtre du Point-Virgule, Théâtre Le Mélo d'Amélie, Lavoir moderne parisien.
- 2004 : « Comment ça va sur la terre ? » de Jean Tardieu, mise en scène de Gilles Guillot et Isa Mercure, Théâtre des Halles – Festival d'Avignon 2004.
- 2006 : « Les pas perdus » de Denise Bonal, mise en scène Gilles Guillot, Théâtre du Rond-Point[6].
- 2007 : « Débrayage » de Rémi De Vos, mise en scène Gilles Guillot, Théâtre du Chien qui fume – Festival d'Avignon 2007, rôle: Jean-Louis[7].
- 2009 : « Derrière la façade, ou raconter le monde autrement » (spectacle conçu à partir de rencontres avec des habitants de Fontainebleau), mise en scène de Gilles Guillot, Festival d'Avignon 2009.

### Metteur en scène
- 1995 : « Brèves machineries du silence » d’Emmanuel de Waresquiel, Atelier art public.
- 2000-2001 : « Le carnaval des animaux et autres » de Jean-Paul Douziech, adaptation et mise en scène de Philippe Le Mercier, Studio Raspail – Paris, Théâtre des Déchargeurs.
- 2005 : « Petites annonces », conception de Philippe Le Mercier, Lavoir moderne parisien.
- 2007 : « Le Bal Des Poussières » de Gilles Amiot, mise en scène Philippe Le Mercier, Théâtre Les Ateliers d'Amphoux – Festival d'Avignon 2007.

### Dramaturge
- 2003-2009 : « Question de rythme » de Philippe Le Mercier.
- 2005 : « Petites annonces » de Philippe Le Mercier.

## Filmographie
Il est parfois crédité au générique des productions auxquelles il a participé sous le nom de « Philippe Lemercier ».

### Cinéma
- 1979 : Courage fuyons de Yves Robert  : Thierry
- 1981 : Les hommes préfèrent les grosses de Jean-Marie Poiré
- 1983 : On craque... Sandy de Michel Nerval : Le batteur
- 1984 : Femmes de personne de Christopher Frank
- 1989 : A Soldier's Tale de Larry Parr  : Gustav
- 1998 : Sucre Amer de Christian Lara : Le général Richepance
- 1999 : La Maladie de Sachs de Michel Deville
- 1999 : Extension du domaine de la lutte de Philippe Harel : Le dentiste
- 2004 : 1802, l'Épopée guadeloupéenne de Christian Lara : Le général Richepance
- 2004 : Cracking Up de Christian Lara : Le chef de la police canadienne
- 2005 : Le Promeneur du Champ-de-Mars de Robert Guédiguian : Fleury, le garde du corps
- 2008 : Les Enfants de Timpelbach de Nicolas Bary : Le maire Krog
- 2009 : L'armée du crime de Robert Guédiguian : Un policier

### Télévision
- 1980 : Ça va ? Ça va !, téléfilm de Jacques Krier
- 1983 : Les Amours romantiques, série télévisée – Épisode : Scènes de la vie de Bohême, réalisé par Jeannette Hubert : Rodolphe
- 1983 : Un adolescent d'autrefois, téléfilm de André Michel
- 1984 : Messieurs les jurés, série télévisée – Épisode : L'affaire Rossy, réalisé par Alain Franck : Loïc Tremeven
- 1985 : Le Passage, téléfilm de Franck Apprederis
- 1985 : Le Paria, mini-série réalisée par Denys de La Patellière : Marc
- 1989 : Les Enquêtes du commissaire Maigret, série télévisée – Épisode : L'auberge aux noyés (d'après la nouvelle éponyme de Georges Simenon), réalisé par Jean-Paul Sassy : Besson
- 1994 : Ne m'appelez pas ma petite, téléfilm de Jean Becker : Thomas
- 1995 : Le Fils de Paul, téléfilm de Didier Grousset : Paul jeune
- 1996 : Une famille formidable, série télévisée – Saison 3, Épisode 1 : Nicolas s'en va-t-en guerre, réalisé par Joël Santoni
- 1996 : Sexy Zap, shortcom réalisé par Didier Philippe-Gérard
- 1997 : Une femme en blanc, mini-série réalisée par Aline Issermann
- 2007 : Bac +70, téléfilm de Laurent Levy : Présentateur TV
- 2007 : Reporters, série télévisée – Saison 1, épisode 5 : réalisé par Gilles Bannier : Jean-Claude Marchal
- 2007 : La Lance de la destinée, mini-série créée par Anthony Maugendre – Épisode 3 : réalisé par Dennis Berry